# Brianna Morgan
Brianna Morgan (* 19. Februar 1994 in Lynwood, Kalifornien) ist eine ehemalige US-amerikanische Tennisspielerin.

## Karriere
Morgan begann mit fünf Jahren mit dem Tennisspielen. Sie spielte fast ausschließlich Turniere auf der ITF Women’s World Tennis Tour, wo sie einen Einzeltitel gewinnen konnte.
2012 gewann sie das Einladungsturnier USTA Clay Court Invitational at Disney im Damendoppel zusammen mit ihrer Partnerin Josie Kuhlman. 2013 erhielt sie eine Wildcard für die Qualifikation zu den Southern California Open, ihrem ersten Turnier auf der WTA Tour. Sie verlor aber bereits in der ersten Runde gegen Nicole Gibbs mit 2:6 und 0:6. Bei den darauf folgenden US Open 2013 erhielt sie ebenfalls eine Wildcard für die Qualifikation zum Dameneinzel, wo sie aber ebenfalls bereits in der ersten Runde gegen Claire Feuerstein mit 1:6 und 6:74 verlor.
2016 erreichte sie als Qualifikantin das Hauptfeld im Dameneinzel der One Love Tennis Open, wo sie in der ersten Runde aber bereits gegen die topgesetzte Elise Mertens mit 3:6 und 0:6 verlor. 2017 traf sie das gleiche Schicksal, als sie als Qualifikantin das Hauptfeld im Dameneinzel bei den Revolution Technologies Pro Tennis Classic erreichte und in der ersten Runde auf die topgesetzte Eugenie Bouchard traf, wo sie mit 4:6, 6:4 und 2:6 unterlag. Bei den AEGON Open Nottingham startete sie in der Qualifikation, wo sie mit 2:6 und 5:7 Sachia Vickery unterlag.

## College Tennis
Morgan spielte 2012 bis 2016 für die Damentennismannschaft Gators der University of Florida. Dort ist sie mittlerweile auch angestellt.

## Turniersiege

### Einzel
| Nr. | Datum         | Turnier       | Kategorie   | Belag | Finalgegnerin | Ergebnis  |
| --- | ------------- | ------------- | ----------- | ----- | ------------- | --------- |
| 1.  | 16. Juni 2013 | Bethany Beach | ITF $10.000 | Sand  | Jessica Moore | 7:63, 6:3 |

## Persönliches
Brianna ist die Tochter von Lanita und Alfred Morgan; sie hat eine ältere Schwester Brittney, die von 2009 bis 2013 College Tennis an der Howard University spielte.